# Meningodora mollis
Meningodora mollis är en kräftdjursart som beskrevs av Sidney Irving Smith 1882. Meningodora mollis ingår i släktet Meningodora och familjen Oplophoridae. Inga underarter finns listade i Catalogue of Life.